# Шина (медицина)

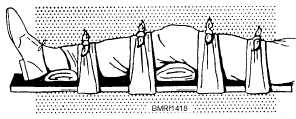

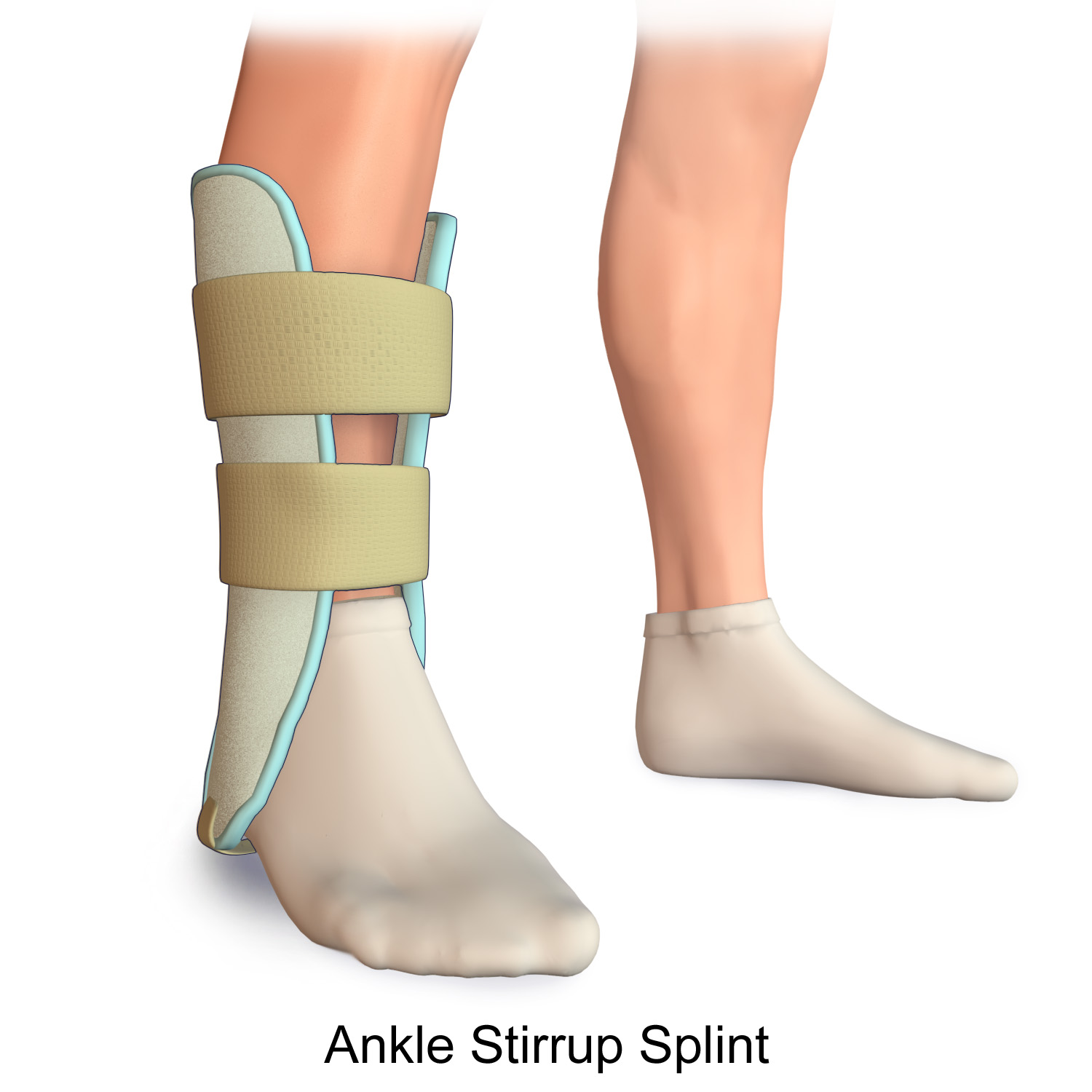

Шина медична — медичний виріб для фіксації травмованої чи «хворої» частини тіла (кінцівки, шия тощо). Шини виготовляють з твердого, міцного і пластичного матеріалу (металу, гіпсу, дерева, пластмаси).

## Типи шин
За метою, з якою їх застосовують:
Розрізняють транспортні (тимчасові) і лікувальні (постійні) шини.
За методикою виготовлення:
Шини бувають стандартні та імпровізовані.
До перших належать драбинні шини (запропоновані німецьким лікарем Крамером), пневматичні та вакуумні шини, а також ті, що мають пристосування для витягання кінцівки (Дітеріхса, Томаса, Кендрік (Kendrick)).
До імпровізованих шин належать усі підручні елементи оточувального середовища, які можна застосувати для знерухомлення відповідної ділянки.

## Застосування
Основна мета застосування шин — іммобілізація ушкодженої чи хворої частини тіла (найчастіше це кінцівки) для досягнення нерухомості, наприклад кісток у місці перелому. При цьому зменшується ймовірність додаткової травматизації уламками кісток м'яких тканин, судин та нервів, також зменшується інтенсивність больового відчуття у постраждалого, що сприяє попередженню травматичного шоку. Непорушність в місці перелому забезпечують накладенням спеціальних шин або підручними засобами шляхом фіксації щонайменше двох прилеглих суглобів (вище і нижче місця перелому). Така іммобілізація називається транспортною.

Імпровізовані шини виготовляють на місці, де трапився нещасний випадок, з підручного матеріалу. Транспортні шини, як правило, накладають на одяг і взуття. При накладанні шини на оголену ділянку тіла необхідно захистити кісткові виступи (кісточки, відростки) м'якою тканиною або іншим матеріалом.

### Шина Крамера
Першочергово придумана Крамером для знерухомлення верхньої кінцівки.
Функціонально придатна до використання в сучасних умовах в практичній медицині. Виготовляється з корозійно стійкого металу (дроту), довжиною від 0,30 м до 1,50 м. Початково була придумана для знерухомлення верхньої кінцівки.
Основним недоліком є швидка зношуваність, великі розміри.

### Шина Дітеріхса
Придумана Дітеріхсом для фіксації та витягання нижньої кінцівки. Зроблена з дерева. Складається з 4 елементів, довжина регулюється, мінімальна 1 м. Основний недолік, функціональність: важко і довго накладати, розміри та вага.

### Пневмошини
Винахід початку XXI ст. Виготовляється цілковито з еластичного пластику, або у поєднанні із гумою.
Являє собою двохстінкову трубу різних форм. Між стінками герметичний простір з одним або декількома клапанами, через які повітря: закачують помпою, утримують щоб не виходило, чи випускають з внутрішнього простору шини. Також є помпа.
Зручна у використанні, легка, займає відносно небагато місця, дуже легко і відносно швидко застосовується. Основний недолік - нестійкість до шкідливих факторів зовнішнього середовища (волога, температура, ультрафіолетове світло), швидка зношуваність.

### Вакуумні шини
Виготовляють з еластичного пластику, набагато товстішого і міцнішого ніж пневмошини.
Загалом, прямокутної форми, різних розмірів, двохстінкові, внутрішнє середовище заповнене специфічними пластиковими "кульками", є один або кілька клапанів (металічні), помпа зворотньої тяги, липкі стрічки або ремені.

### Специфічні шини
- Комірець Шанца (Шанса)[7]
- Шини типу SAM
- Тазове кільце, тазове шина, тазовий бандаж ( SAM (англ. SAM Pelvic Sling II, SAM Sling Pelvic Binder), як різновид вузлового джгута)
- Шина «Кендрік»[8]
- Шина Еланського[9]
- Картонні одноразові шини
- Ортодонтійні шини
- Щелепно-лицеві: стрічкові шини Васильєва, шини Тигерштедта

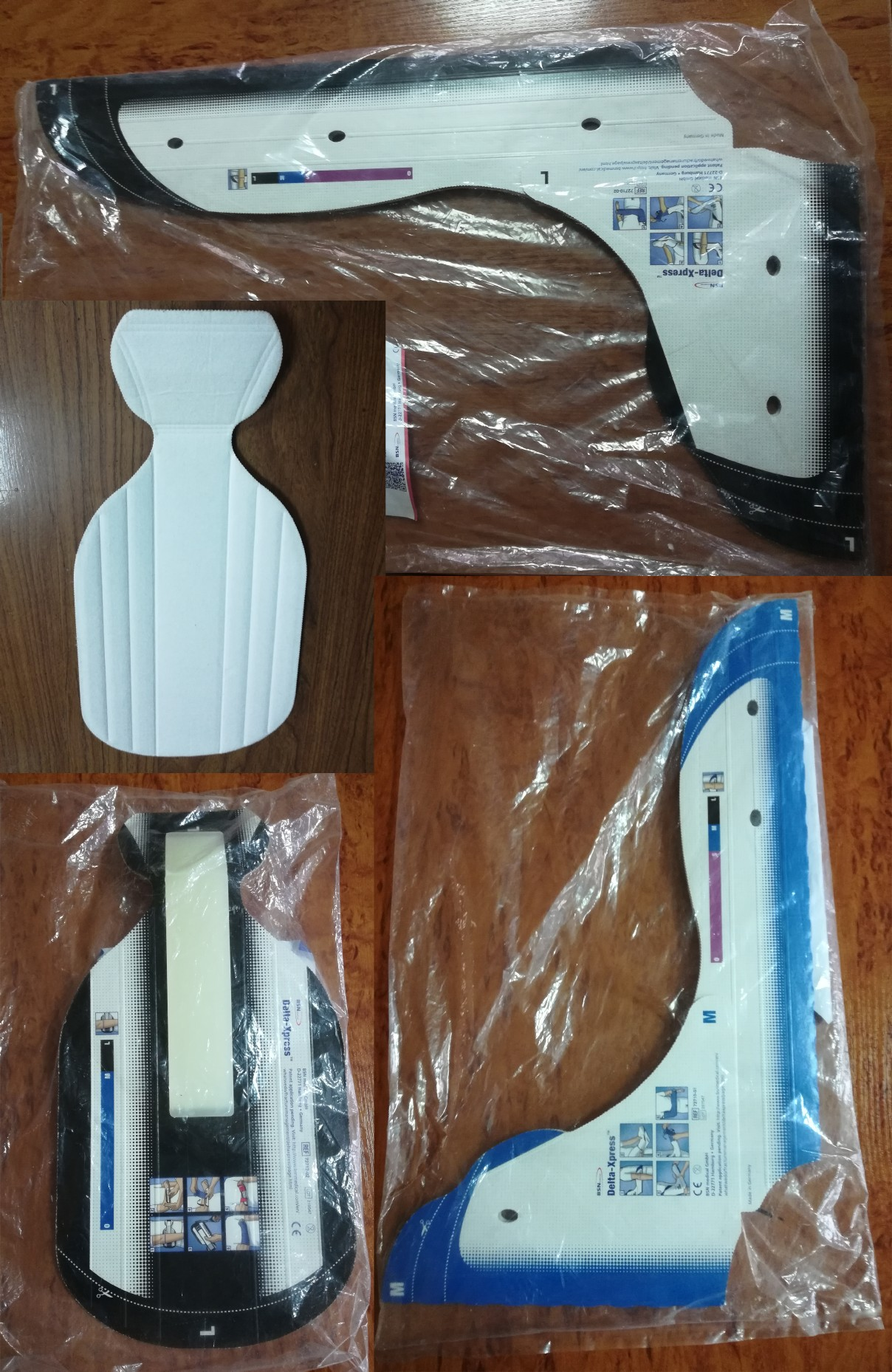
Картонні шини медичні одноразового використання

- Шина Белера[10]

## Вимоги до шин
Важливими вимогами до шин, особливо тих, що використовують для першої медичної допомоги, є вага та розміри, швидкість їх застосування, можливість багаторазового використання та якісного очищення, довготривале зберігання із збереженням функціональної придатності, рентгенологічна прозорість. Від так сучасні пристрої найчастіше виготовляють з легких але твердих сплавів металів, синтетичних (карбон, поліетилен) матеріалів. Щодо шин, котрі використовуються у військовій медицині є ряд особливих вимог: стійкість до критичних температур, шкідливих факторів зовнішнього середовища, відсутність яскравих та контрастних кольорів, підвищена вологостійкість, легке очищення та висушування, мала вага та невеликі розміри у складеному стані, максимально прийнятна універсальність (одним типом шини можна іммобілізовувати різні анатомічні ділянки тіла людини де наявне ушкодження).
Лікувальні шини застосовують головним чином у вигляді лонгет, виготовлених з гіпсу або полівіку, та у вигляді спеціальних шин (Белера, ЦІТО (Богданова), Брауна), які призначені для лікування переломів кісток методом витягання.
Також, лікувальні шини застосовують при травмах м'яких тканин (наприклад у спортсменів при розтягненні), з метою зменшення навантаження на ушкоджену ділянку.
Шини застосовуються у стоматологічній практиці, наприклад при переломі щелеп. Особливий вид лікувально-корегуючих шин застосовують в ортодонтії, у побуті ці шини часто називають «брекетами».